# Congresso Eslavo de Praga (1848)

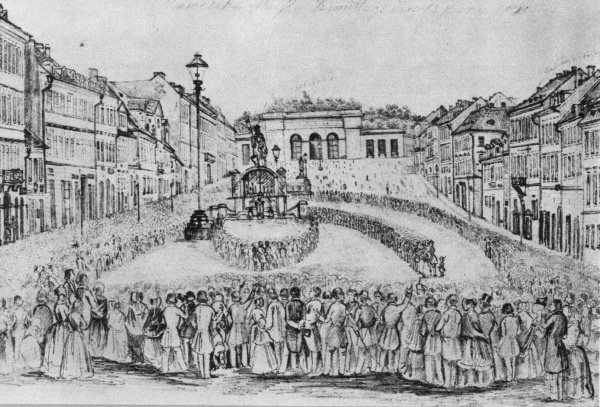
O início do congresso em Praga

O Congresso Eslavo de Praga de 1848 (em tcheco/checo:  Slovanský sjezd; em eslovaco:  Slovanský zjazd/kongres) teve lugar em Praga entre 2 e 12 de junho de 1848. Foi a primeira ocasião em que vozes de quase todas as populações eslavas da Europa foram ouvidas em um só lugar. 
Vários outros Congressos eslavos foram realizadas em diferentes cidades da Europa Central e Oriental ao longo do século seguinte.

## Antecedentes
A iniciativa partiu de Pavel Jozef Šafárik e Josip Jelačić, mas foi organizada pelos ativistas tchecos František Palacký, Karl Zapp, Karel Havlíček Borovský e František Ladislav Rieger.
O objetivo exato do Congresso não era claro mesmo quando estava começando. Além da falta de uma meta, os organizadores da conferência também discutiram sobre o formato e a agenda do encontro.  Talvez isso tenha sido uma indicação de como a conferência seria difícil para as facções se unirem.
Uma vez em andamento, a conferência reuniu-se em três seções: poloneses e ucranianos (na época rutenos); Eslavos do Sul; e checo-eslovacos. A seção polaco-ucraniana continha uma combinação de rutenos, mazurianos, poloneses e lituanos.  Do total de 340 delegados no Congresso, o maior número veio da seção tcheco-eslovaca. Participaram 237 checo-eslovacos e 42 eslavos do Sul e 61 polacos-ucranianos. O alemão foi a língua principal usada durante as discussões.
Durante o Congresso, houve debate sobre o papel da Áustria na vida dos eslavos. O Dr. Josef Frič argumentou que o "objetivo principal é a preservação da Áustria", acrescentando que o Congresso "só difere nos meios".  Este ponto foi contestado por Ľudovít Štúr que disse ao Congresso, "nosso objetivo é a autopreservação". Tal desconexão era típica do ambiente desta conferência.
Uma declaração importante saiu da conferência por volta de 10 de junho, quando o Manifesto to the Nations of Europe ("Manifesto às Nações da Europa") foi pronunciado. A declaração era uma proclamação fortemente formulada que exigia o fim da opressão do povo eslavo. Os eslavos não procuraram nenhum tipo de vingança, mas queriam "estender uma mão fraterna a todas as nações vizinhas que estão dispostas a reconhecer e efetivamente defender conosco a plena igualdade de todas as nações, independentemente de seu poder político ou tamanho". Este foi um desenvolvimento importante porque indicava algum tipo de unidade entre todo o povo eslavo da Europa.
O Congresso foi interrompido em 12 de junho por causa da Revolta de Praga de 1848 que eclodiu devido à guarnição austríaca em Praga abrir fogo contra uma manifestação pacífica.  Isso mais tarde ficou conhecido como os eventos de Whitsuntide por causa do momento durante o feriado cristão de Pentecostes. Os delegados saíram revoltados e alguns até foram presos por causa da natureza revolucionária do Congresso que marcou um período na história da Áustria como o absolutismo de Bach (depois do ministro do Interior, Barão Alexander von Bach). Entre os presos estava Mikhail Bakunin, que foi preso em Dresden em 1849 por seu envolvimento nos eventos de Praga de 1848 e deportado para o Império Russo.

## Comissões do Congresso
Fontes:

### Comissão Tcheco-Eslovaca
- František Palacký, historiador checo, supervisionou toda a conferência como presidente.
- Pavel Jozef Šafárik, filólogo, poeta, historiador literário e etnógrafo eslovaco, presidente dos checo-eslovacos.
- Ľudovít Štúr, poeta, jornalista, editor, professor, filósofo, linguista e membro do Parlamento húngaro.
- František Zach, soldado tcheco e teórico militar.

### Comissão polaco-rutena
A comissão foi criada por iniciativa de František Palacký e Mikhail Bakunin. Foi dirigido por Leon Sapieha e discutiu questões das relações polaco-rutenas. Os rutenos galegos (pronúncia nativa rusyns, ucranianos modernos) eram representados pelas organizações políticas Supremo Conselho Ruteno e sobor ruteno.
- Karol Libelt, filósofa, escritora, ativista política e social polonesa, assistente social, presidente dos poloneses e ucranianos.
- Conselho Supremo Ruteno (Iwan Borysykewycz, Hryhorij Hynyłewycz, Ołeksa Zakłynśkyj)
- Sobor ruteno (Leon Sapieha, Jan Tadeusz Lubomirski, Kasper Cięglewicz, Ludwik Stecki)

### Comissão Eslava do Sul
- Stanko Vraz, poeta esloveno-croata, vice-presidente do Congresso.
- Pavo Stamatović, escritor, historiador e arcipreste sérvio, presidente dos eslavos do sul.
- Jovan Subotić, advogado, escritor, político e acadêmico sérvio.